# Shahdan Sulaiman
Shahdan bin Sulaiman (ur. 9 maja 1988 w Singapurze) – singapurski piłkarz, grający na pozycji pomocnika.

## Kariera klubowa
Karierę piłkarską Sulaiman rozpoczął w 2006 roku jako piłkarz klubu Tampines Rovers. Grał w tym klubie trzy sezony, a przez ten okres rozegrał 52 spotkania i strzelił 4 gole. W 2009 roku Sulaiman podpisał kontrakt z Home United FC. W barwach tego klubu Sulaiman rozegrał 37 spotkań i strzelił jednego gola. Po półtora roku gry w tym klubie Sulaiman wrócił do Tampines Rovers. W trakcie sezonu 2011 piłkarz podpisał kontrakt z Young Lions. W tym zespole Sulaiman rozegrał 13 spotkań, w których zdobył 2 bramki.
W 2012 Sulaiman był zawodnikiem Singapore Lions XII. Następnie grał w Tampines Rovers, ponownie Singapore Lions XII i ponownie Tampines Rovers. W 2018 przeszedł do malezyjskiego klubu Melaka United.

## Kariera reprezentacyjna
W reprezentacji Singapuru Sulaiman zadebiutował w 2010 roku. Wraz z reprezentacją wygrał on AFF Suzuki Cup w 2012 roku. Dotychczas w kadrze narodowej Sulaiman rozegrał 29 spotkań i strzelił jednego gola.